# Castelo Ripley
Castelo de Ripley é uma propriedade classificada Grau I, uma casa de campo do século XIV situada em Ripley, North Yorkshire, Inglaterra, a 3 milhas (4,8 km) a norte de Harrogate.
A casa é construída com gritstone quadrado em camadas e ashlar, com telhados de ardósia cinza e pedra. Um bloco central de dois andares é ladeado por uma torre numa extremidade e uma ala de três andares na outra. Um pórtico que se encontra a cerca de 80 metros (260 pé) a sul dos edifícios principais também está classificado como Grau I, enquanto as duas barragens sobre Ripley Beck (e as pontes que as cruzam) estão classificadas como Grau II, e os jardins e terrenos também são classificados como Grau II.
O castelo tem sido a residência dos Baronetes Ingilby há séculos. Em junho de 2024, foi anunciado que seria colocado à venda.

## História
Sir Thomas Ingleby (c. 1290–1352) casou-se com a herdeira Edeline Thwenge em 1308/9 e adquiriu a propriedade do Castelo de Ripley, com a sua casa senhorial medieval, como seu dote. O seu filho mais velho, também chamado Thomas (1310–1369), salvou o Rei de ser atacado por um javali selvagem durante uma expedição de caça e, em troca, foi feito cavaleiro, recebendo a cabeça de javali como seu brasão.
O seu descendente, Sir John Ingleby (1434–1499), herdou a propriedade aos cinco anos de idade, do seu pai William, e construiu a portaria do castelo, antes de se tornar monge no Priorado de Mount Grace, perto de Northallerton, e mais tarde Bispo de Llandaff. O seu filho, Sir William Ingleby, foi criado pela sua mãe abandonada. O neto de Sir John, Sir William Ingleby (1518–1578), foi Alto Xerife de Yorkshire em 1564–65. Sir William acrescentou a torre ao edifício em 1548. Dois dos seus filhos eram católicos fervorosos, em fuga das autoridades. Francis, um padre, foi capturado, condenado e enforcado, arrastado e esquartejado em Iorque em 1586; David escapou para morrer no Continente. Stephen Proctor capturou outro padre, Christopher Wharton, no parque de Ripley em 1598. Wharton foi executado em York.
Sir William Ingleby (1546–1618) foi feito cavaleiro por Jaime VI da Escócia quando o rei estava a caminho da sua coroação como Jaime I de Inglaterra em 1603. Mais tarde, nesse ano, capturou um dos irmãos fugitivos do Conde de Gowrie em Kirkby Malzeard. Em 1605, esteve envolvido na Conspiração da Pólvora, permitindo que os conspiradores se alojassem em Ripley enquanto procuravam cavalos. Um dos conspiradores, Robert Winter, era seu sobrinho. Ingleby foi preso e acusado de traição, mas absolvido.
Sir William Ingleby (1594–1652) apoiou Carlos I durante a Guerra Civil Inglesa, e foi feito Baronete Ingleby em 1642. Lutou em Marston Moor em 1644, quando as forças do rei foram totalmente derrotadas, fugindo para Ripley e escondendo-se num esconderijo para padres, enquanto Oliver Cromwell se alojou lá durante a noite, mantido sob a mira de uma arma na biblioteca pela irmã de Sir William, Jane Ingleby. Com a morte do 4º Baronete em 1772, o título de baronete extinguiu-se, mas foi revivido em 1781 para o seu filho ilegítimo, John (1758–1815).

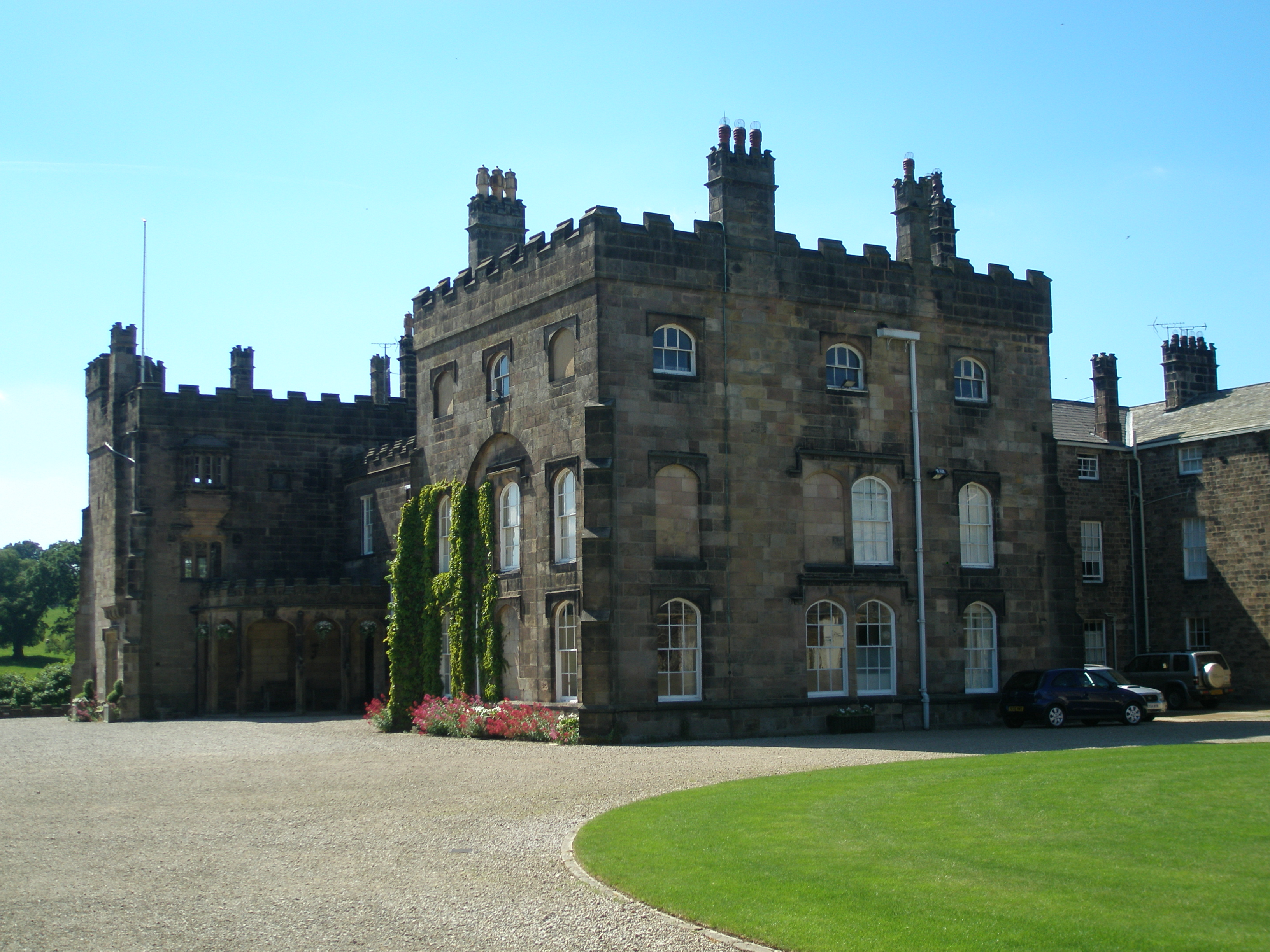
Castelo de Ripley em 2008

Sir John realizou uma grande reconstrução do castelo em 1783–86 por William Belwood, mas endividou-se e fugiu para o estrangeiro em 1794 durante vários anos. Durante este tempo, a propriedade foi gerida pelo seu administrador de longa data, Ralph Robinson, que vendeu madeira da propriedade para angariar dinheiro. Sir John foi Alto Xerife de 1782–83 e Membro do Parlamento (MP) por East Retford de 1790 a 1796. O seu filho, William (1783–1854), era um grande excêntrico, bebedor e jogador, e MP por East Retford de 1807 a 1812 e Alto Xerife em 1821. Adotou o apelido de Amcotts-Ingilby (a sua mãe era Elizabeth Amcotts) e demoliu e reconstruiu a aldeia de Ripley, completa com um hôtel de ville de estilo continental. Não tendo herdeiro, deixou a propriedade de Ripley ao seu primo direito, Henry John Ingilby. O título de baronete extinguiu-se pela segunda vez.
Henry foi criado 1º Baronete Ingilby da terceira criação em 1866. Ripley passou então para o atual 6º Baronete.
O castelo ainda é propriedade privada, agora do 6º Baronete, Sir Thomas Colvin William Ingilby. Os jardins e terrenos estão abertos ao público, e visitas guiadas ao castelo estavam anteriormente disponíveis, mas desde de fevereiro de 2025 já não existem visitas guiadas "Devido à venda iminente da Propriedade". A propriedade era gerida como um local de eventos por Emma Ingilby e Sir Thomas.
Em junho de 2024, foi anunciado que o castelo e a propriedade seriam colocados no mercado no outono. O imóvel foi colocado à venda com um preço de referência de 21 milhões de libras.

## Na cultura popular
A série infantil da Yorkshire Television The Flaxton Boys (1969–1973) utilizou o Castelo de Ripley como a ficcional Flaxton Hall.
Foi utilizado no filme da Disney de 1976 Escape from the Dark, como a casa de Lord Harrogate, interpretado por Alastair Sim.
A série da BBC Television Gunpowder (2017) utilizou o castelo como local de filmagem.
Em 2021, o Castelo de Ripley apareceu na minissérie de televisão do Channel 5, Ana Bolena.